# Pindaí
Pindaí is een gemeente in de Braziliaanse deelstaat Bahia. De gemeente telt 15.772 inwoners (schatting 2009).

## Aangrenzende gemeenten
De gemeente grenst aan Caculé, Caetité, Candiba, Guanambi, Licínio de Almeida, Sebastião Laranjeiras en Urandi.